# Cité de Busselton
Le Cité de Busselton est une zone d'administration locale dans le sud-ouest de l'Australie-Occidentale en Australie à environ 270 km au sud de Perth. Elle contient deux villes principales Busselton et Dunsborough
Le cité est divisé en un certain nombre de localités:
| Busselton - Abbey - Ambergate - Bovell - Broadwater - Busselton - Geographe - Ludlow - Reinscourt - Siesta Park - Vasse - West Busselton - Wonnerup | Cap Naturaliste - Dunsborough - Eagle Bay - Meelup - Naturaliste - Quedjinup - Quindalup - Yallingup | Localités rurales - Abba River - Acton Park - Anniebrook - Boallia - Carbunup River - Chapman Hill - Jarrahwood - Jindong - Marybrook - Metricup - Ruabon - Sabina - Tutunup - Walsall - Wilyabrup - Yalyalup - Yelverton - Yoongarillup |

Le cité a 13 conseillers sur 6 circonscriptions:
- Central Rural Ward (1 conseiller)
- Central Urban Ward (5 conseillers)
- East Rural Ward (1 conseiller)
- East Urban Ward (2 conseillers)
- West Rural Ward (2 conseillers)
- West Urban Ward (2 conseillers) .